# Chuzāʿa
Die Chuzāʿa (arabisch خزاعة, DMG Ḫuzāʿa) sind ein arabischer Stamm unsicheren Ursprungs, der nach der arabischen Überlieferung vor den Quraisch über das Gebiet von Mekka herrschte. Später schloss der Haschimit ʿAbd al-Muttalib ibn Hāschim ein Schutzbündnis mit den Chuzāʿa, an das sich auch sein Enkel, der Prophet Mohammed, gebunden fühlte. Noch heute leben Angehörige dieses Stammes in verschiedenen Ländern des Vorderen Orients.

## Die Ursprungsfrage
Über den eigentlichen Ursprung der Chuzāʿa gab es innerhalb des Stammes unterschiedliche Meinungen. Während Ibn Ishāq die Chuzāʿa sagen hörte: „Wir sind die Nachkommen von ʿAmr ibn ʿĀmir aus dem Jemen“, meinte der Chuzāʿa-Dichter Kuthaiyir ibn ʿAbd ar-Rahmān (st. 723), sein Stamm sei mit den nordarabischen Kināna verwandt. Werner Caskel vermutet, dass die Chuzāʿa ursprünglich nur ihre Vorfahren bis ʿAmr kannten und sich die Notwendigkeit, eine darüber hinausgehende Genealogie zu entwickeln, erst in der zweiten Hälfte des 7. Jahrhunderts ergab.
Der Genealoge Ibn al-Kalbī rechnete die Chuzāʿa ebenfalls den südarabischen Stämmen zu. Ihm zufolge hieß ʿAmrs Vater allerdings nicht ʿĀmir, sondern Rabīʿa Luhaiy und war ein Enkel des Azditen ʿAmr Muzaiqiyāʾ. Andere Genealogen wie Ibn Hazm schlossen dagegen die Chuzāʿa über Qamaʿa ibn al-Yās (Chindif) an die nordarabischen Mudar an. Unter den arabischen Geschichtsschreibern gab es solche, die die Chuzāʿa auf die Azd, und solche, die sie auf die Mudar zurückführten.

## Die Chuzāʿa in vorislamischer Zeit

### Herrschaft der Chuzāʿa über Mekka
Nach der arabischen Überlieferung, die die Chuzāʿa auf die Azd zurückführte, wanderte ʿAmr Muzaiqiyāʾ, der zu seiner Zeit die Führung der Azd innehatte, zusammen mit seinen Angehörigen kurz vor dem Zusammenbruch des Staudamms von Ma‘rib aus dem Jemen aus und ließ sich in der Gegend von Mekka nieder. Nachdem in dem Gebiet eine schwere Fieberkrankheit ausgebrochen war, zogen die meisten Angehörigen ʿAmrs in andere Gebiete der arabischen Halbinsel weiter. Während die Ghassān nach Syrien zogen, die Aus und Chazradsch nach Yathrib und die Azd Schanū'a nach Oman, blieb Rabīʿa Luhaiy mit seinem Anhang in dem Gebiet von Mekka zurück. Mit diesem Vorfall wird auch der Name der Chuzāʿa erklärt: weil die Leute Luhaiys sich von ihren übrigen Stammesgenossen getrennt hatten (inḫazaʿū), wurden sie Ḫuzāʿa genannt.
Luhaiy heiratete eine Frau aus dem Stamm Dschurhum, der vorher in dem Gebiet von Mekka das Sagen gehabt hatte, und gelangte dadurch in den Besitz der Kaaba. Aus seiner Ehe mit der Dschurhumitin ging ʿAmr ibn Luhaiy hervor, der später einer der mächtigsten arabischen Stammesfürsten wurde und auch als der eigentliche „Stammvater der Chuzāʿa“ (Abū l-Ḫuzāʿa) gilt. ʿAmr soll unermesslich reich gewesen sein. Sein Vermögen bestand vor allem aus gewaltigen Kamelherden. So konnte er es sich leisten, die Pilger mit einer Delikatesse zu bewirten, nämlich dem Fett aus den Höckern geschlachteter Kamele. In Bezug auf seine Herden soll er bestimmte Bräuche eingeführt haben, die später von den anderen Arabern übernommen wurden. So ließ er Kamelstuten, die zehn Mal nacheinander ein weibliches Junges zur Welt gebracht hatten, frei. Sie durften dann nicht mehr geritten oder gemolken werden. Wenn dann eine solche Kamelstute, die „Frei Umherlaufende“ (sāʾiba) genannt wurde, noch ein weiteres weibliches Junges bekam, dann wurde dieses ebenso behandelt wie die Mutter und ihm zum Zeichen ein Ohr geschlitzt. Wegen der Ohrschlitzung (baḥara = „schlitzen“) wurde ein solches Tier „Geschlitztes“ (baḥīra) genannt. Mit Wasīla und Hāmī führte ʿAmr noch zwei weitere Tierweihebräuche ein. All diese Bräuche wurden aber später durch Mohammed verboten (siehe Sure 5:103).
Desgleichen wird ʿAmr ibn Luhaiy für die Einführung des Götzendienstes in Mekka verantwortlich gemacht. Während der vorher in Mekka ausgeübte Kult nach der arabischen Überlieferung der monotheistischen Religion Abrahams entsprach, soll erst ʿAmr die Araber zum Götzendienst verführt haben. Auf einer Handelsreise in die Stadt Hīt am Euphrat lernte er den Götzendienst kennen und fand Gefallen daran. Die Einwohner der Stadt schenkten ihm einen Götzen namens Hubal. Diesen nahm ʿAmr mit, stellte ihn in der Kaaba in Mekka auf und befahl den Arabern, ihn anzubeten. Daneben soll ʿAmr die Menschen zur Verehrung von Isāf und Nāʾila aufgerufen und im unteren Teil Mekkas ein Idol mit dem Namen Chalasa aufgestellt haben. Schließlich ordnete ʿAmr ibn Luhaiy auch die Verehrung der Gottheit al-ʿUzzā an. Ihr Heiligtum bestand aus einer Gruppe von drei Bäumen in dem Ort an-Nachla, der eine Tagesreise von Mekka entfernt lag.
Nach der Überlieferung, die die Chuzāʿa als mudaritischen Stamm betrachtet, war Mekka vor den Chuzāʿa nicht in der Hand der Dschurhum, sondern der Banū Iyād. Sie wurden bei einer militärischen Auseinandersetzung von den Mudar besiegt und aus Mekka vertrieben. Vor ihrem Abzug aus Mekka vergruben sie den Schwarzen Stein. Da später eine Frau von den Chuzāʿa, die mit einem Mann von den Iyād verheiratet gewesen war, den Mudar den Ort, wo der Stein vergraben war, enthüllte, erhielten die Chuzāʿa das Wächteramt über die Kaaba.

### Die Verdrängung der Chuzāʿa durch Qusaiy ibn Kilāb
Die Herrschaft der Chuzāʿa über das Gebiet von Mekka dauerte nach der arabischen Überlieferung 300 bis 500 Jahre. Sie sollen auch den ersten Damm zum Schutz des mekkanischen Heiligtums vor Überschwemmungen errichtet haben. Erst Qusaiy ibn Kilāb, der fünf Generationen vor Mohammed lebte und den Stammesverband der Quraisch zusammenfügte, konnte ihnen die Herrschaft über Mekka entwinden. Er heiratete Hubbā, die Tochter des Chuzāʿiten Hulail ibn Hubschīya, der für den Kult um die Kaaba und die Wallfahrt verantwortlich war. Nach dem Tode Hulails brachte Qusaiy dessen Ämter an sich. Da die Chuzāʿa ihn als Nachfolger Hulails nicht anerkannten, erbat Qusaiy die Hilfe seines Halbbruders Rizāh ibn Rabīʿa, der damals die Führung der Qudāʿa innehatte. Dieser ging darauf ein und erschien auf der nächsten Wallfahrt mit drei Brüdern und einer Anzahl von Qudāʿa. In der Ebene von Minā kam es zwischen den beiden Parteien zu einem heftigen Kampf, bei dem zahlreiche Menschen getötet und verwundet wurden. Der Streit zwischen Qusaiy und den Chuzāʿa wurde schließlich durch Yaʿmar ibn ʿAwf von den Bakr aus dem Stamm der Kināna geschlichtet. Sein Schiedsspruch sah vor, dass Qusaiy das Wächteramt über die Kaaba erhalten sollte, die Chuzāʿa aber weiter im Haram von Mekka wohnen bleiben durften.
Der liberale ägyptische Publizist Chalīl ʿAbd al-Karīm (1930–2002), der in seinem Buch „Quraisch - Vom Stamm zum Zentralstaat“ (Kairo 1993) den politischen Aufstieg der Quraisch zur führenden Macht im islamischen Weltreich beschreibt, kennzeichnet darin die Entmachtung der Chuzāʿa durch Qusaiy ibn Kilāb als den historischen Ausgangspunkt dieses Prozesses.

### Chuzāʿa und Quraisch
Nachdem die Quraisch unter Qusaiys Führung die Herrschaft über Mekka erlangt hatten, blieben die Chuzāʿa ihnen auf religiöser Ebene jedoch gleichgestellt. Zusammen mit den Quraisch und den Kināna bildeten sie den Verbund der Hums, der Bewohner des mekkanischen Haram, für die während der Wallfahrt spezielle Regeln galten. Zwischen Quraisch und Chuzāʿa bestanden vor allem enge Heiratsbeziehungen. Zwei Clane der Chuzāʿa, die Mustaliq und die Hayā, waren darüber hinaus in die Organisation der sogenannten Ahābīsch eingeschlossen, einer Kampftruppe der Quraisch, die aus Angehörigen verschiedener Stämme bestand.
Als später Hāschim ibn ʿAbd Manāf und Umaiya, der Sohn von ʿAbd Schams ibn ʿAbd Manāf, miteinander in Streit gerieten, war es ein Priester von den Chuzāʿa, der den Schiedsspruch zwischen ihnen fällte. Er entschied zugunsten von Hāschim und verbannte Umaiya für zehn Jahre aus der Stadt. Später schloss Hāschims Sohn ʿAbd al-Muttalib ibn Hāschim ein spezielles Schutzbündnis mit den Chuzāʿa, über das eine Urkunde erstellt wurde, die man in der Kaaba aufhängte. An diesen Vertrag fühlten sich auch ʿAbd al-Muttalibs Söhne Abū Tālib und al-ʿAbbās gebunden, als sie nacheinander die Führung der Banū Hāschim übernahmen.

## Die Rolle der Chuzāʿa im frühen Islam
Zur Zeit des Propheten Mohammed waren die Chuzāʿa bereits in mehrere Clane aufgespalten. Einer von ihnen, die Banū Aslam, stellte sich schon sehr früh auf Mohammeds Seite. Als er im Jahre 622 die Hidschra nach Medina vollzog, zog ihm Buraida ibn al-Husaib al-Aslamī mit einer großen Anzahl von Mitgliedern seines Clans entgegen und nahm den Islam an. Die Aslam nahmen in der Folgezeit auch an mehreren Feldzügen teil. Bei der Eroberung von Mekka im Januar 630 stellten sie ein Kontingent von 400 Kämpfern.
Die Banū l-Mustaliq, ein anderer Clan der Chuzāʿa, der an der Truppe der Ahābīsch beteiligt war, stellte sich gegen die Muslime von Medina. Nachdem ihr Anführer al-Hārith ibn Abī Dirār seine Truppen für einen Angriff auf Medina zusammengezogen hatte, griff Mohammed die Mustaliq 627 in Muraisiʿ an, überwältigte sie und ließ eine große Anzahl von ihnen gefangen nehmen. Er selbst heiratete Dschuwairiya, die gefangengenommene Tochter von al-Hārith.
Ein dritter Clan der Chuzāʿa, die Kaʿb ibn ʿAmr, spielte eine entscheidende Rolle in der Entwicklung des Verhältnisses zwischen den heidnischen Mekkanern und dem Propheten. Spannungen zwischen den Kaʿb und ihren Nachbarn, den Bakr ibn ʿAbd Manāt von den Kināna, die im Bündnis mit den Mekkanern standen, hatten die Kaʿb 628 dazu gebracht, sich im Vertrag von Hudaibiya auf die Seite Mohammeds zu stellen. Den Angriff einer Gruppe der Bakr ibn ʿAbd Manāt auf die Kaʿb ibn ʿAmr im Jahre 629 betrachtete Mohammed als einseitigen Bruch des in Hudaibiya geschlossenen Abkommens durch die Mekkanner. Als der Chatīb der Kaʿb, ʿAmr ibn Sālim, am Hof Mohammeds in Medina erschien, ihm über den Angriff berichtete, das mit seinem Großvater ʿAbd al-Muttalib geschlossene Bündnis beschwor und ihn dazu drängte, seine Verbündeten zu rächen, versprach der Prophet Hilfe (nuṣra). Nach einigen Koranexegeten war der Angriff der Bakr ibn ʿAbd Manāt auf die Kaʿb ibn ʿAmr der Offenbarungsanlass für das Koranwort in Sure 9:13-15: „Wollt ihr nicht gegen Leute kämpfen, die ihre Eide gebrochen haben…“ Die Vergeltung für den Angriff auf die Kaʿb ibn ʿAmr diente Mohammed als Rechtfertigung für den Feldzug gegen Mekka, der schließlich zur Eroberung der Stadt führte. An dieser Aktion nahmen die Kaʿb ibn ʿAmr selbst mit 500 Kämpfern teil.
Kämpfer der Chuzāʿa beteiligten sich später in großer Zahl an den Futūh, und Gruppen der Chuzāʿa siedelten sich in den verschiedenen Provinzen des arabischen Reiches an. Noch heute leben viele Angehörige der Chuzāʿa in Saudi-Arabien, Irak, Jordanien und Palästina.